# Guy Didelez
Guy Didelez (Merksem, 23 juni 1952) is een Vlaams schrijver van jeugdverhalen, toneel en scenario's. Hij is ook actief lid van toneeluitgeverij De Scriptomanen. Didelez werkte onder andere samen met de schrijver Frank Pollet.

## Biografie
Didelez werd leraar Nederlands om veel met taal bezig te kunnen zijn. Tijdens zijn legerdienst schreef hij een boek dat uitgeverij Heideland-Orbis jaren later uitgaf: verhalenbundel Moordende verhalen. Zijn goede en vooral minder goede ervaringen met uitgeverijen bundelde Didelez later in het Zwartboek uitgeverijen. Van het schrijven voor volwassenen had Didelez even genoeg. Op aanraden van zijn jeugdvriend en collega-schrijver Patrick Bernauw begon hij jeugdboeken, toneel, hoorspelen en scenario's te schrijven. In 1988 werd zijn jeugdboek Raspoetin bekroond met Trofee van de Grote Jury voor het beste Vlaamse misdaadverhaal.
Met het collectief Plots (Didelez, Bernauw en Freek Neirynck) bewerkte hij twee boeken - Raspoetin en De schat van Orval - tot een langspeelfilm, waarvoor geen producent gevonden werd. Daarnaast bleef hij actief voor televisie, radio en toneel. Hij werkte mee aan onder meer het radioprogramma 't Koekoeksnest (1990-1997). 
Didelez gaf in 1995 zijn baan als leraar helemaal op om zich helemaal aan het schrijven te kunnen wijden. Hij behield het contact met scholieren door schoollezingen voor basis- en secundair onderwijs.
Didelez is sinds 1976 gehuwd en heeft drie kinderen.
In 2019 wint Guy Didelez de ereprijs 'Grote stroboer 2019'.

### Boeken
Van zijn boeken zijn er ook een aantal in het Spaans, Duits, Italiaans, Fins, Koreaans, Noors, Zweeds, Tsjechisch, Engels, Thais en Sloveens verschenen.

### Toneel
- Kinder- en jeugdtoneel
- Reiziger
  - De Kikkerkus
  - Ontsnapt uit het Infernaat
  - De Vis in de Boom
  - Het Pest Actie Plan
  - Zing mee met Sint en Piet
  - Zwanenzang
  - Heksenketel
  - Pril Geluk

- Volwassenen
  - De Man in de Spiegel
  - Ruis
  - Paprika Chips
  - Accessoires
  - Bijverdienste
  - Taxi
  - De Parabel van Liefde en Haat
  - Lena
  - Het Huis in de Bocht
  - Pak in Stap uit
  - Gasten zijn Lasten
  - Lasso Lasso
  - Opgepast Ongepast
  - Dolly en Dot
  - Pompen of Verzuipen
  - Niet pluis op de buis
  - Barak Faunus
  - Het Wittebroodslijk
  - Geelzucht
  - Vle(u)gels
  - De Zwarte Kous
  - Dropping

### Musicals
- Het ware verhaal van Calamity Jane
- Fietselen

### Scenario's
- Bunker (film) – behaalde de Prijs van de stad Gent voor het beste filmscenario
- Vleugels (film)
- Werkte mee aan scenario's voor 'Het Koekoeksnest' en 'Wittekerke'
- Tientallen hoorspelen, verhalen, gedichten en radiodocumentaires